# Je parle d'amour
Pour plus de détails, voir Fiche technique et Distribution.
Je parle d'amour est un film français réalisé par Madeleine Hartmann-Clausset et sorti en 1979.

## Fiche technique
- Titre : Je parle d'amour
- Réalisation :	Madeleine Hartmann-Clausset
- Scénario : Madeleine Hartmann-Clausset
- Photographie : Michel Duverger
- Décors : Fernand Clarisse
- Costumes : Lise Gracchus
- Son : Jean-Claude Leborgne
- Montage : Dominique Martin et Anita Vilfrid
- Production : FR3 Cinéma
- Distribution : L'Épée de bois
- Pays d’origine :  France
- Durée : 87 minutes
- Date de sortie : France - 5 décembre 1979

## Distribution
- Marie Dubois
- Olivier Granier
- François Berthé
- Renée Cassegrain
- Antoine Vitez